# Hypoplectrus nigricans
Hypoplectrus nigricans är en fiskart som först beskrevs av Felipe Poey 1852.  Hypoplectrus nigricans ingår i släktet Hypoplectrus och familjen havsabborrfiskar. Inga underarter finns listade i Catalogue of Life.